# Messerschmitt Me 163
Messerschmitt Me 163 Komet – niemiecki myśliwiec przechwytujący o napędzie rakietowym z okresu II wojny światowej.

## Historia

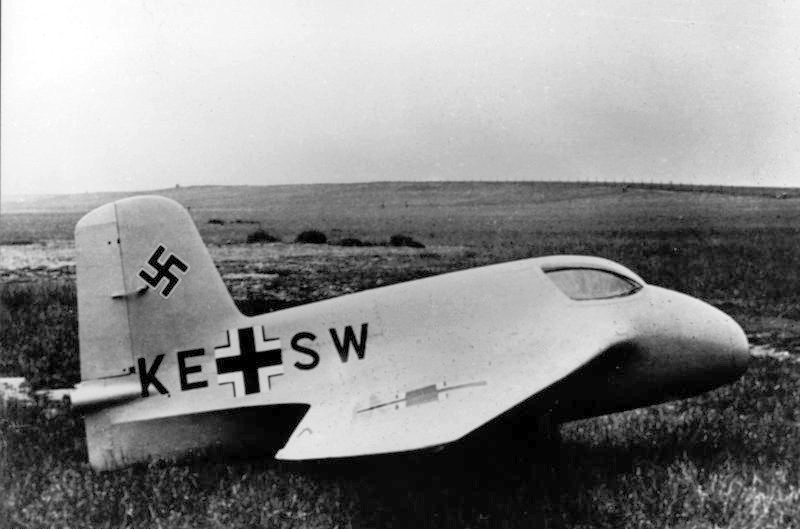
Pierwszy prototyp Me 163A

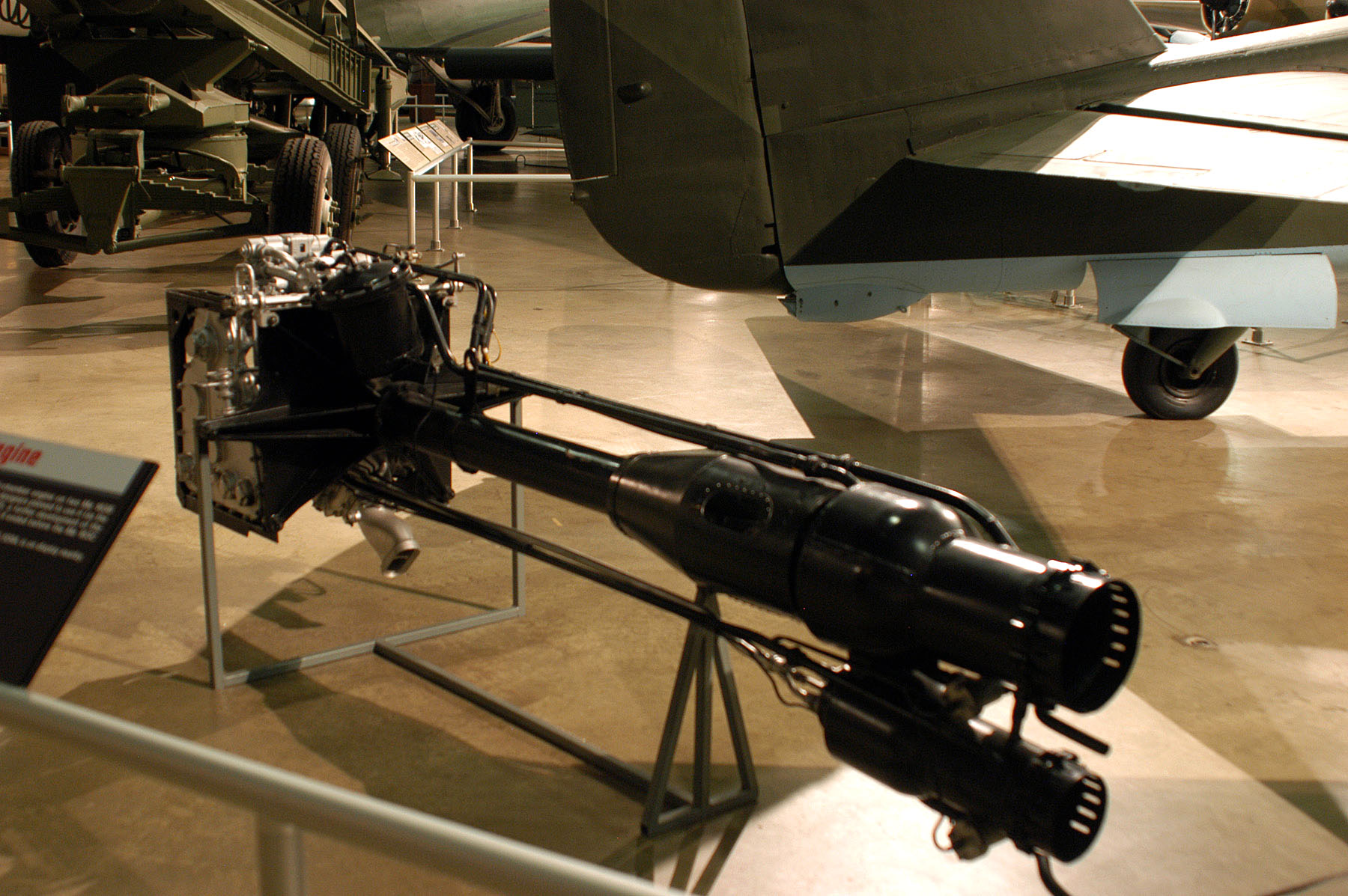
Silnik Walter HWK 509B-1

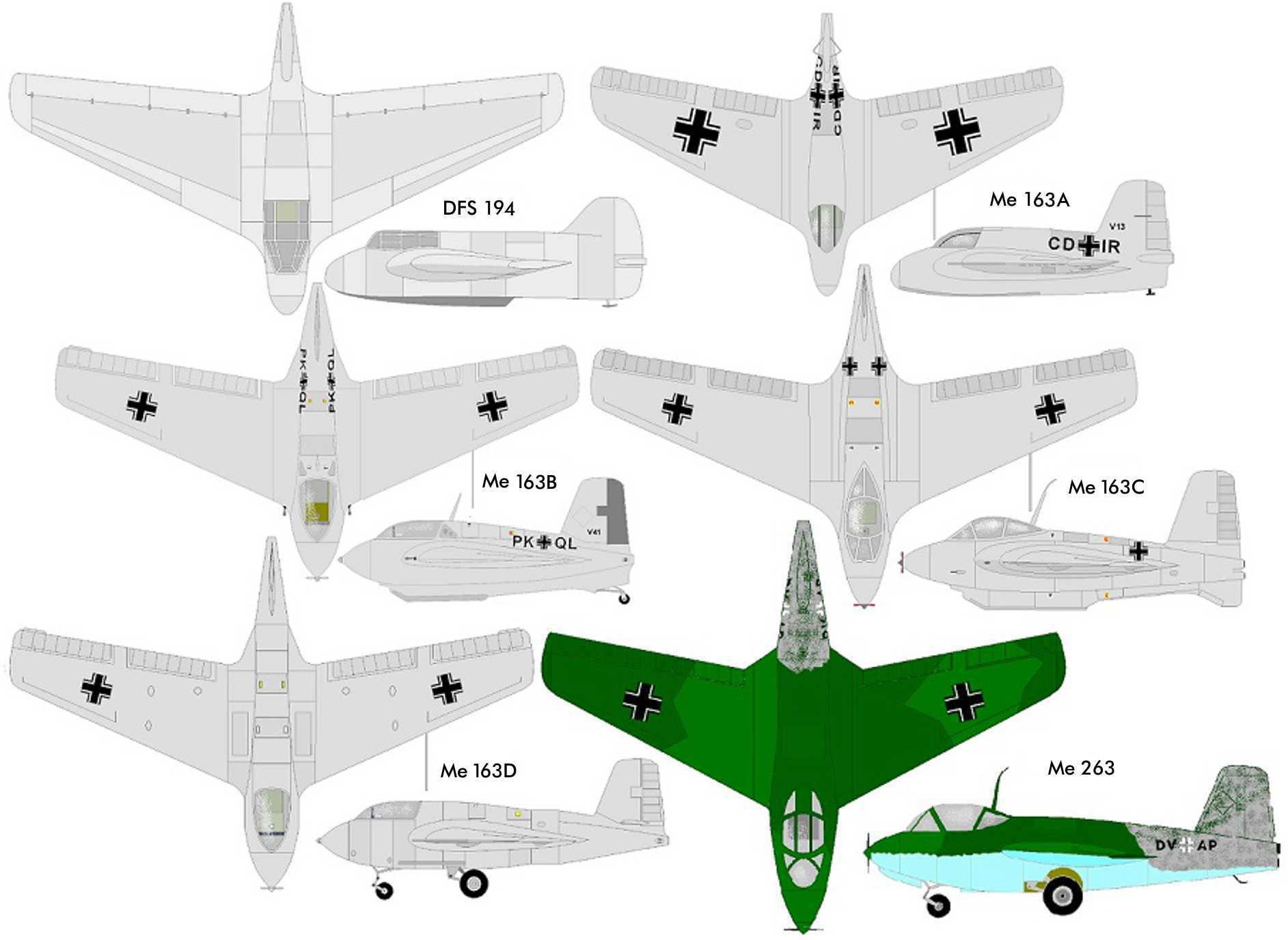
Wersje rozwojowe Me 163

W 1938 konstruktor samolotu prof. Alexander Lippisch rozpoczął w DFS (Deutsches Forschungsinstitut für Segelflug – Niemiecki Instytut Szybownictwa) prace nad bezogonowym samolotem doświadczalnym do prób z napędem rakietowym, o oznaczeniu DFS 194. 2 stycznia 1939 roku projekt przekazano do zakładów Messerschmitta w Augsburgu, gdzie utworzono Grupę L podlegającą bezpośrednio Instytutowi Badawczemu RLM. Projekt DFS 194 został ukończony i oblatany w 1940 roku z silnikiem Walter HWK R.I. Podczas prób w ośrodku doświadczalnym w Peenemünde-Karlshagen osiągnięto prędkość 550 km/h.
Zespół prof. Lippischa podjął pracę nad nowym szybkim rakietowym samolotem doświadczalnym Me 163A, w układzie bezogonowym. Prototypy (V4, V5) ukończono w 1941 roku i oblatano jako szybowce (oznaczenia prototypów V1-V3 zarezerwowane były dla wcześniejszego samolotu łącznikowo-obserwacyjnego Bf 163). W sierpniu 1941 r., Me 163 AV4 odbył pierwszy lot napędzany silnikiem rakietowym Walter HWK R.II o ciągu 7,5 kN. Pilot Heini Dittmar (2 października 1941 r.) uzyskał prędkość 1003,67 km/h (0,84 Macha). Podjęto prace nad prototypem V1 docelowej odmiany bojowej Me-163B, a 13 wyprodukowanych samolotów Me-163A przeznaczono do szkolenia.
Samolot Me 163B został kompletnie przeprojektowany, zastosowano nowy silnik Walter-509 spalający paliwo złożone ze składników: utleniacza T-Stoff (nadtlenek wodoru) i paliwa właściwego C-Stoff (mieszanka wodzianu hydrazyny z alkoholem metylowym), mieszanych w komorze spalania. Silnik Walter HWK R.II pracował z paliwem jednoskładnikowym: nadtlenkiem wodoru, rozkładającym się pod wpływem nadmanganianu wapnia jako katalizatora. Prototyp V3 ukończono w maju 1942 roku i podjęto produkcję seryjną w odmianie B-0 i B-1. Zbudowano około 40 samolotów, zanim w sierpniu 1942 r. dotarł pierwszy silnik umożliwiający rozpoczęcie prób w locie. Zbudowano około 320 samolotów, z czego do jednostek bojowych Luftwaffe dostarczono 279 sztuk.
Latem 1944 r. opracowano wersję szkolną oznaczoną Me 163S. Standardowy Me 163B został pozbawiony silnika, a w miejscu głównego zbiornika paliwa zamontowano kabinę instruktora. Brak jest informacji o ilości wyprodukowanych egzemplarzy.
Prace rozwojowe były kontynuowane w dalszym ciągu, skupiano się na wydłużeniu czasu lotu. Opracowano nową wersję silnika, oznaczoną 509 C-1, która była wyposażona w dwie komory spalania – główną (ciąg 17 kN) i pomocniczą (ciąg 3 kN). Komora główna służyła do startu i nabrania wysokości, w dalszej części lotu pilot przełączał silnik na komorę pomocniczą. Ta modyfikacja pozwalała wydłużyć czas lotu do 12 minut. Tak zmodyfikowany silnik zamontowano w dwóch przedseryjnych samolotach serii B – Me 163B V6 i V18. 6 lipca 1944 r. pilot doświadczalny Rudolf Opitz na egzemplarzu V18 osiągnął prędkość 1130 km/h. Na podstawie doświadczeń z nowym silnikiem opracowano wersję rozwojową – Me 163C charakteryzującą się powiększonym skrzydłem i centropłatem oraz kroplową osłoną kabiny pilota. Zbudowano 3 prototypy (V1, V2 oraz V3) z których jeden oblatano. Prototypy zniszczono aby nie zostały zdobyte przez oddziały Armii Czerwonej.
Na przełomie wiosny i lata 1944 r. opracowano prototyp Me 163D V1 o wydłużonym o 85 cm kadłubie, skrzydłami z automatycznymi slotami oraz trójkołowym podwoziu. Prace konstrukcyjne były kontynuowane w zakładach Junkersa jako Ju 248, a następnie jako Me 263.
W 1944 r. samolotem zainteresowała się japońska misja wojskowa w Niemczech, która zakupiła licencję na płatowiec Me 163 B i silnik rakietowy Walter-509. Zakupiony sprzęt wysłano do Japonii niemieckimi okrętami podwodnymi. Na skutek zatopienia jednego z nich do celu dotarł jedynie silnik i uproszczona dokumentacja techniczna płatowca. W Instytucie Lotnictwa Marynarki w Yokosuce zaadaptowano silnik do użytku w opracowanym płatowcu Mitsubishi J8M1 Shūsui. 7 lipca 1945 r. podczas oblotu pierwszego prototypu samolot uległ rozbiciu, a kmdr Toyohiko Inusuka zginął. Dalszych prac nie kontynuowano z powodu kapitulacji Japonii.

## Użycie bojowe
Dla potrzeb szkolenia i sformowania jednostki bojowej wyposażonej w Me 163 wyznaczono lotnisko w okolicy wsi Zendek i Mierzęcice (obecne lotnisko Katowice-Pyrzowice). Utworzono tam Erprobungskommando 16 (16. Oddział Doświadczalny). Następnie na bazie Erganzugstaffel Jagdgeschwader 400 (I/JG 400), czyli dodatkowego oddziału pułku myśliwskiego 400 zorganizowano w maju 1944 jednostkę szkoleniową. Pierwsze samoloty dostarczono do niej w lipcu 1944. 28 lipca pięć Me 163 z tej jednostki wzięło udział w akcji przeciwko amerykańskim bombowcom, jednak nie zestrzeliły one żadnego samolotu.
Pierwszy i największy sukces w walce z wrogimi bombowcami Me 163 odniósł 24 sierpnia 1944. Osiem maszyn zaatakowało wówczas formację 185 latających fortec, zmierzających nad rafinerię w Merseburgu. Cztery z nich udało się Niemcom zestrzelić kosztem dwóch uszkodzonych Me 163.
We wrześniu sformowano dwie eskadry – 13. dowodzoną przez porucznika Adolfa Niemeyera i 14. dowodzoną przez porucznika Mano Zieglera oraz zalążek 15. eskadry. Jesienią 1944 roku przeprowadzono loty testowe Me 163 z podwieszonymi pod skrzydłami pociskami rakietowymi R4/M kalibru 55 mm klasy powietrze–powietrze. Samoloty wyposażono w 12 wyrzutni szynowych, po 6 pod każdym skrzydłem. Po testach wyposażono w takie uzbrojenie 12 myśliwców Me 163B.
Myśliwce Me 163B Komet weszły do akcji przeciwko formacjom bombowców amerykańskich B-17 Flying Fortress nadlatujących nad teren III Rzeszy, używane były często do obrony lotnisk.
We wrześniu 1944 JG 400 dysponował 19 maszynami typu Me 163, w tym 11 było zdolnych do służby. Cała Luftwaffe posiadała w tym czasie ponad 100 myśliwców Me 163, jednak brakowało jej odpowiednio wyszkolonych pilotów.
Wysoka prędkość Me 163 dawała pilotowi przewagę nad alianckimi myśliwcami, ale równocześnie utrudniała skuteczny ostrzał, co powodowało, że niewiele ataków kończyło się powodzeniem. Ponadto samolot charakteryzował się niewielkim zasięgiem, toteż po zidentyfikowaniu lotnisk używanych przez ten typ samolotu alianci mogli ich po prostu unikać.
Ostatecznym ciosem dla Me 163 było zbombardowanie we wrześniu 1944 miast Leverkusen i Ludwigshaven, gdzie wytwarzano paliwo C-Stoff. Produkcja została znacząco ograniczona, a ponieważ wyższy priorytet przyznano pociskom Fi 103 (również korzystającym z tego paliwa), znaczniejszych operacji z wykorzystaniem Me 163 nie wznowiono już do końca wojny.
W ramach działań wojennych I Gruppe JG 400 jest potwierdzone zniszczenie 9 samolotów przeciwnika, przy stracie 14 maszyn własnych. Znacząca większość strat własnych była spowodowana wypadkami (zwłaszcza w trakcie lądowania). Pięć Me 163 zostało zestrzelonych przez aliantów.
Samolot był pierwszą maszyną, na której przekroczono w locie prędkość 1000 km/h. Dokonał tego Heini Dittmar w 1941 roku, osiągając blisko 1004 km/h.

## Opis konstrukcji
Jednomiejscowy średniopłat bezogonowy, o skośnych skrzydłach, konstrukcja mieszana, napędzany silnikiem rakietowym.
Skrzydło skośne o konstrukcji drewnianej, jednodźwigarowe z dźwigarkiem pomocniczym, kryte sklejką. Na wewnętrznych częściach krawędzi spływu znajdowały się klapy, na zewnętrznych zaś lotki. W skrzydłach zamontowane zbiorniki paliwa mieszczące paliwo właściwe C-Stoff oraz uzbrojenie. Na lewym skrzydle znajdowały się rurka Pitota i antena radiostacji.
Kadłub o konstrukcji półskorupowej, podzielony na kilka sekcji. W przedniej, opancerzonej sekcji mieściły się akumulatory, radiostacja i prądnica. W kolejnej znajdowały się kabina pilota z amortyzowanym fotelem oraz dwa małe zbiorniki utleniacza T-Stoff. Za kabiną pilota był umieszczony główny zbiornik T-Stoff o pojemności 1040 litrów, w kolejnej sekcji znajdował się silnik. Osłona kabiny pilota otwierana na prawo, z możliwością awaryjnego zrzutu.
Podwozie kołowe odrzucane przy starcie, do lądowania używane były wysuwana płoza i kółko ogonowe.
Pierwotnie samolot uzbrojony był w dwa działka 20 mm MG-151. Późniejsze wersje wyposażano w dwa 30-milimetrowe działka MG-108.
Przy całkowicie otwartej przepustnicy silnik mógł pracować przez 4 minuty, a przy zredukowanym ciągu – 7 i pół minuty. Po wyczerpaniu się paliwa samolot wracał na lotnisko szybując.